# Golden Globe Awards 1994
Die 51. Verleihung der Golden Globe Awards fand am 22. Januar 1994 statt.

## Gewinner und Nominierte im Bereich Film

### Bester Film – Drama
Schindlers Liste (Schindler’s List) – Regie: Steven Spielberg
- Das Piano (The Piano) – Regie: Jane Campion
- Im Namen des Vaters (In the Name of the Father) – Regie: Jim Sheridan
- Was vom Tage übrig blieb (The Remains of the Day) – Regie: James Ivory
- Zeit der Unschuld (The Age of Innocence) – Regie: Martin Scorsese

### Bester Film – Musical/Komödie
Mrs. Doubtfire – Das stachelige Kindermädchen (Mrs. Doubtfire) – Regie: Chris Columbus
- Dave – Regie: Ivan Reitman
- Schlaflos in Seattle (Sleepless in Seattle) – Regie: Nora Ephron
- Strictly Ballroom – Die gegen alle Regeln tanzen (Strictly Ballroom) – Regie: Baz Luhrmann
- Viel Lärm um nichts (Much Ado About Nothing) – Regie: Kenneth Branagh

### Beste Regie
Steven Spielberg – Schindlers Liste (Schindler’s List)
- Jane Campion – Das Piano (The Piano)
- Andrew Davis – Auf der Flucht (The Fugitive)
- James Ivory – Was vom Tage übrig blieb (The Remains of the Day)
- Martin Scorsese – Zeit der Unschuld (The Age of Innocence)

### Bester Darsteller – Drama
Tom Hanks – Philadelphia
- Daniel Day-Lewis – Im Namen des Vaters (In the Name of the Father)
- Harrison Ford – Auf der Flucht (The Fugitive)
- Anthony Hopkins – Was vom Tage übrig blieb (The Remains of the Day)
- Liam Neeson – Schindlers Liste (Schindler’s List)

### Beste Darstellerin – Drama
Holly Hunter – Das Piano (The Piano)
- Juliette Binoche – Drei Farben: Blau (Troi couleurs: Bleu)
- Michelle Pfeiffer – Zeit der Unschuld (The Age of Innocence)
- Emma Thompson – Was vom Tage übrig blieb (The Remains of the Day)
- Debra Winger – Eine gefährliche Frau (A Dangerous Woman)

### Bester Darsteller – Musical/Komödie
Robin Williams – Mrs. Doubtfire – Das stachelige Kindermädchen (Mrs. Doubtfire)
- Johnny Depp – Benny und Joon (Benny and Joon)
- Tom Hanks – Schlaflos in Seattle (Sleepless in Seattle)
- Kevin Kline – Dave
- Colm Meaney – The Snapper – Hilfe, ein Baby! (The Snapper)

### Beste Darstellerin – Musical/Komödie
Angela Bassett – Tina – What’s Love Got to Do with It? (What’s Love Got to Do with It?)
- Stockard Channing – Das Leben – Ein Sechserpack (Six Degrees of Separation)
- Anjelica Huston – Die Addams Family in verrückter Tradition (Addams Family Values)
- Diane Keaton – Manhattan Murder Mystery
- Meg Ryan – Schlaflos in Seattle (Sleepless in Seattle)

### Bester Nebendarsteller
Tommy Lee Jones – Auf der Flucht (The Fugitive)
- Leonardo DiCaprio – Gilbert Grape – Irgendwo in Iowa (Gilbert Grape)
- Ralph Fiennes – Schindlers Liste (Schindler’s List)
- John Malkovich – In the Line of Fire – Die zweite Chance (In the Line of Fire)
- Sean Penn – Carlito’s Way

### Beste Nebendarstellerin
Winona Ryder – Zeit der Unschuld (The Age of Innocence)
- Penelope Ann Miller – Carlito’s Way
- Rosie Perez – Fearless – Jenseits der Angst (Fearless)
- Anna Paquin – Das Piano (The Piano)
- Emma Thompson – Im Namen des Vaters (In the Name of the Father)

### Bestes Drehbuch
Steven Zaillian – Schindlers Liste (Schindler’s List)
- Robert Altman, Frank Barhydt – Short Cuts
- Jane Campion – Das Piano (The Piano)
- Ruth Prawer Jhabvala – Was vom Tage übrig blieb (The Remains of the Day)
- Ron Nyswaner – Philadelphia

### Beste Filmmusik
Kitarō – Zwischen Himmel und Hölle (Heaven and Earth)
- Danny Elfman – Nightmare Before Christmas (The Nightmare Before Christmas)
- Michael Nyman – Das Piano (The Piano)
- Zbigniew Preisner – Drei Farben: Blau (Troi couleurs: Bleu)
- John Williams – Schindlers Liste (Schindler’s List)

### Bester Filmsong
„Streets of Philadelphia“ aus Philadelphia – Bruce Springsteen
- „Again“ aus Poetic Justice – Janet Jackson
- „Stay“ aus In weiter Ferne, so nah! – U2
- „The Day I Fall in Love“ aus Eine Familie namens Beethoven (Beethoven's 2nd) – James Ingram, Clif Magness, Carole Bayer Sager
- „(You Made Me the) Thief of Your Heart“ aus Im Namen des Vaters (In the Name of the Father) – Bono, Gavin Friday, Maurice Seezer

### Bester fremdsprachiger Film
Lebewohl, meine Konkubine (Bàwáng Bié Jī), Hongkong – Regie: Chen Kaige
- Das Ende der Unschuld (La corsa dell’innocente), Italien – Regie: Carlo Carlei
- Das Hochzeitsbankett (Xǐyàn, Wade-Giles: Hsi yen), Taiwan – Regie: Ang Lee
- Drei Farben: Blau (Troi couleurs: Bleu), Polen – Regie: Krzysztof Kieślowski
- Justiz, Deutschland – Regie: Hans W. Geißendörfer

## Gewinner und Nominierte im Bereich Fernsehen

### Beste Serie – Drama
New York Cops – NYPD Blue (NYPD Blue)
- Ausgerechnet Alaska (Northern Exposure)
- Die Abenteuer des jungen Indiana Jones (The Young Indiana Jones Chronicles)
- Dr. Quinn – Ärztin aus Leidenschaft (Dr. Quinn, Medicine Woman)
- Law & Order
- Picket Fences – Tatort Gartenzaun (Picket Fences)

### Bester Darsteller in einer Fernsehserie – Drama
David Caruso – New York Cops – NYPD Blue (NYPD Blue)
- Michael Moriarty – Law & Order
- Rob Morrow – Ausgerechnet Alaska (Northern Exposure)
- Carroll O’Connor – In der Hitze der Nacht (In the Heat of the Night)
- Tom Skerritt – Picket Fences – Tatort Gartenzaun (Picket Fences)

### Beste Darstellerin in einer Fernsehserie – Drama
Kathy Baker – Picket Fences – Tatort Gartenzaun (Picket Fences)
- Heather Locklear – Melrose Place
- Jane Seymour – Dr. Quinn – Ärztin aus Leidenschaft (Dr. Quinn, Medicine Woman)
- Janine Turner – Ausgerechnet Alaska (Northern Exposure)
- Sela Ward – Ein Strauß Töchter (Sisters)

### Beste Serie – Musical/Komödie
Seinfeld
- Frasier
- Hör mal, wer da hämmert (Home Improvement)
- Mit Herz und Scherz (Coach)
- Roseanne

### Bester Darsteller in einer Fernsehserie – Musical/Komödie
Jerry Seinfeld – Seinfeld
- Tim Allen – Hör mal, wer da hämmert (Home Improvement)
- Kelsey Grammer – Frasier
- Craig T. Nelson – Mit Herz und Scherz (Coach)
- Will Smith – Der Prinz von Bel-Air (The Fresh Prince of Bel-Air)

### Beste Darstellerin in einer Fernsehserie – Musical/Komödie
Helen Hunt – Verrückt nach dir (Mad About You)
- Roseanne Barr – Roseanne
- Candice Bergen – Murphy Brown
- Patricia Richardson – Hör mal, wer da hämmert (Home Improvement)
- Katey Sagal – Eine schrecklich nette Familie (Married... with Children)

### Beste Miniserie oder bester Fernsehfilm
Der Konzern (Barbarians at the Gate)
- Columbo, Folge: Der Tote in der Heizdecke (It’s All in the Game)
- Gypsy
- Heidi
- … und das Leben geht weiter (And the Band Played On)

### Bester Darsteller in einer Miniserie oder einem Fernsehfilm
James Garner – Der Konzern (Barbarians at the Gate)
- Peter Falk – Columbo, Folge: Der Tote in der Heizdecke (It’s All in the Game)
- Jack Lemmon – A Life in the Theater
- Matthew Modine – … und das Leben geht weiter (And the Band Played On)
- Peter Strauss – Der geschlagene Mann (Men Don't Tell)

### Beste Darstellerin in einer Miniserie oder einem Fernsehfilm
Bette Midler – Gypsy
- Faye Dunaway – Columbo, Folge: Der Tote in der Heizdecke (It’s All in the Game)
- Helena Bonham Carter – Fatal Deception: Mrs. Lee Harvey Oswald
- Holly Hunter – The Positively True Adventures of the Alleged Texas Cheerleader-Murdering Mom
- Anjelica Huston – Szenen einer Familie (Family Pictures)

### Bester Nebendarsteller in einer Fernsehserie, einer Miniserie oder einem Fernsehfilm
Beau Bridges – The Positively True Adventures Of The Alleged Texas Cheerleader-Murdering Mum
- Jason Alexander – Seinfeld
- Dennis Franz – New York Cops – NYPD Blue (NYPD Blue)
- John Mahoney – Frasier
- Jonathan Pryce – Der Konzern (Barbarians at the Gate)

### Beste Nebendarstellerin in einer Fernsehserie, einer Miniserie oder einem Fernsehfilm
Julia Louis-Dreyfus – Seinfeld
- Ann-Margret – Queen
- Cynthia Gibb – Gypsy
- Cecilia Peck – The Portrait
- Theresa Saldana – Der Polizeichef (The Commish)

## Cecil B. De Mille Award
- Robert Redford

## Miss Golden Globe
Alexandrea Martin (Tochter von Alvin Martin und Whoopi Goldberg)